# Trần Thu Dung
Trần Thu Dung là  tiến sĩ văn sử Pháp, Đại học Tổng Hợp Paris VII, nhà nghiên cứu văn hóa, nhà thơ.
Trần Thu Dung đã xuất bản một số công trình văn hóa so sánh có giá trị bằng tiếng Pháp và tiếng Việt được đánh giá cao như: Đạo Cao Đài và Victor Hugo; Hội Tam Điểm và những đóng góp của các thành viên Việt Nam đầu tiên trong công cuộc giải phóng thuộc địa & bảo tồn văn hóa dân tộc; Dấu ấn Việt Nam qua tên những con đường của Pháp. Bà là chuyên gia nghiên cứu về hội Tam Điểm, và những vấn đề liên quan đến Đông Dương.
Bà là cộng tác viên cho nhiều báo tạp chí ở Việt Nam (Báo Tiền Phong, Nông nghiệp, Tạp chí Quê Hương, An Ninh Thế giới...) cũng như báo chí ở Mỹ và Pháp. Những bài khảo luận  về sự ảnh hưởng qua lại của văn hóa Pháp và Việt được đánh giá cao. Bà đã chứng minh nguồn gốc chữ Phở, Nem, giò chả, nước mắm để bảo vệ và tôn vinh văn hóa ẩm thực Việt Nam.
Bà luôn luôn cổ vũ vấn đề bảo vệ và giữ gìn văn hóa ngôn ngữ dân tộc thiểu số. Bà tham gia các hoạt động xã hội giúp đỡ cộng đồng người Việt tại Pháp và giúp sinh viên nghèo vượt khó ở Việt Nam.. Với vai trò là phó tổng thư ký hội Pháp Ngữ Paris, bà đã tổ chức hội thảo, triển lãm giới thiệu các họa sĩ trẻ Việt Nam ở Paris, và đưa nhà báo, sinh viên qua Pháp trao đổi văn hóa.

## Tiểu sử
Trần Thu Dung tốt nghiệp Khoa Ngôn ngữ và Văn chương trường Đại học Tổng hợp Bucarest (Université de Bucarest) - Rumani, năm 1979. Bà đi bổ túc nghiệp vụ ở trường Tổng hợp Tự Do (Université Libre de Bruxelles). Bà qua Pháp bảo vệ xuất sắc luận án tiến sĩ văn sử ở trường Đại học Paris VII (Université de Paris VII).
Bà từng là giảng viên khoa ngữ văn Đại học Sư phạm Hà nội 1, và tham gia dạy trường Viết Văn Nguyễn Du thời Hoàng Ngọc Hiến làm hiệu trưởng.
Bà đã khám phá ra mối liên quan khăng khít bị che khuất giữa đạo Cao Đài và Hội Tam Điểm Pháp.
Bà là người đầu tiên giới thiệu đến bạn đọc Việt Nam về hội Tam Điểm (franc- maçons) và nhìn nhận lại những công lao đóng góp của các thành viên Tam Điểm Việt Nam đầu tiên trong công cuộc giải phóng thuộc địa và bảo tồn văn hóa ngôn ngữ dân tộc. Bà đã giúp cho độc giả Việt Nam nhìn nhận lại giá trị đích thực của những nhân vật như Phạm Quỳnh, Nguyễn Văn Vĩnh và nhiều người khác bị hiểu nhầm trong thời kỳ Pháp thuộc.
Bà cùng giáo sư Hoàng Ngọc Hiến làm cuốn thư mục các tác phẩm văn học Pháp viết về Đông Dương.
Một số cuốn sách của bà được viết song ngữ Pháp - Việt như cuốn "Đạo Cao Đài và Victor Hugo" và Thư mục sách; Dấu ấn Việt Nam qua tên những con đường của Pháp.
Bà vừa là đồng tác giả và dịch giả cuốn Chữ viết ở Việt Nam và dịch ra tiếng Việt..
Bà đã từng tham gia hội thảo ở Việt Nam
Bà có công cùng Nguyễn Thương Thương soạn cuốn Luyện thi tú tài Pháp môn ngoại ngữ Tiếng Việt để giúp cho học sinh Việt và Pháp thi tiếng Việt tại Pháp.
Dấu ấn Việt Nam qua tên những con đường ở Pháp là một công trình được các nhà sử học Alain Ruscio, Patrice Jorland đánh giá cao. Báo Nhân Đạo đã viết một bài giới thiệu với tiêu đề Việt Nam thổn thức trong những mạch đường của Pháp
Bà kết hôn với Nguyễn Khôi Minh Việt Kiều ở Pháp sinh bốn đứa con: Nguyễn Thương Thương, Nguyễn Trâm Trâm, Nguyễn Hoài Hoài, Nguyễn Tim.

## Tác phẩm

### Tiếng Việt
- Annales du bac (Cùng tác giả Nguyễn Thương Thương), Nhà xuất bản Trí Thức, 2006[11]
- Thư mục hai thứ tiếng Pháp - Việt những tác phẩm văn học viết bằng tiếng Pháp liên quan đến Đông Dương, đồng tác giả Hoàng Ngọc Hiến, nxb Lao động, Trung tâm Văn hóa ngôn ngữ Đông Tây, 2009
- Đạo Cao Đài và Victor Hugo, nhà xuất bản Thời Đại, Trung tâm Văn hóa Ngôn ngữ Đông Tây, 2011;
- Hội Tam Điểm (với những đóng góp của các thành viên Tam Điểm Việt Nam đầu tiên trong công cuộc giải phóng thuộc địa & bảo tồn văn hóa ngôn ngữ dân tộc), nhà xuất bản Sáng, Illuminati, Paris 2013, (ISBN 978-2-9542259-1-3) [7][12][13][14]
- Dấu ấn Việt Nam qua tên những con đường ở Pháp, nhà xuất bản Văn hóa thông tin (Trung tâm Văn hóa Ngôn ngữ Đông Tây), 2014
- Nhớ Thương Tự hào, nxb TP.H.C.M, 2017
- Dấu ấn Tam Điểm trong văn hóa nghệ thuật, nxb Đà Nẵng, 2019
- Sự hiện diện của các thành viên Tam Điểm tại Việt Nam, nxb Hội Nhà văn, Omega+, 2020

#### Các bài khảo luận (Essais en vietnamien)
- Văn hóa và vấn đề bảo vệ chủ quyền lãnh thổ[15]
- Chiến tích của anh hai lúa với văn minh Pháp (trí thức trẻ số 458 -10/04/2014)[10][16]
- Võ Nguyên Giáp và Hội Tam Điển[17]
- Nem đặc sản tinh túy của người Việt [3] (Báo Nhân dân -xuân Giáp Ngọ 2014)
- Người Việt khổ sai tại Ảrles được cảm tạ (Tri thức trẻ số 459 -20/04/2014)
- Tản mạn bên bát phở[18] (Báo Nông nghiệp Việt Nam số Xuân Giáp Ngọ 2014)
- Nguyện vọng đầu tiên: nước mắm[19]
- Kỳ tích của bàn chải đánh răng Pháp trong văn hóa Việt[20]
- Vài suy nghĩ về bảo vệ văn hóa dân tộc thiểu số [21]
- Tản mạn về ngôn ngữ văn hóa dân tộc
- Những cuốn từ điển tiếng dân tộc thiểu số vô giá[22]
- Chất nhân bản trong trang phục và tâm linh dân tộc Tày (Tạp chí Văn nghệ Ba Bể số 88-8/2013)[23]
- Hoàng Ngọc Hiến một tầm nhìn văn hóa rộng lớn[24].
- Ngôi trường nhà triết học Trần Đức Thảo từng học ở Paris, báo  giáo dục thời đại, 22-02-2021
- Cảm ơn những người mẹ tần tảo của thủ đô, https://baophunuthudo.vn/kinh-te-xa-hoi/cam-on-nhung-nguoi-me-tan-tao-cua-thu-do-132635.html
- Bài học đàn mãi mãi dở dang https://danviet.vn/bai-hoc-dan-mai-mai-do-dang-77771009835.htm
- En français : https://450.fm/2023/08/22/connaissez-vous-le-caodaisme-il-sagit-dune-religion-vietnamienne-qui-merite-le-detour/
- https://450.fm/2021/12/29/la-fraternite-et-le-culte-des-ancetres-du-vietnam/

#### Thơ (Recueil des poèmes)
- Ôm ma ni bát mê hồng, (thơ, minh họa của họa sĩ Công Quốc Hà), nxb Thế giới, 2012[25] (ISBN 978-2-9542259-0-6)[25] (Báo Tiền Phong chủ nhật 21/04/2013)
- Đắc đạo, Extase (thơ song ngữ, minh họa Công Quốc Hà), nxb Aurore-Ánh Sáng, 2020 (ISBN 978-2-9542259-4-4) (bilingue vietnamien-français

### Sách viết bằng tiếng Pháp (publications en français)
- Les frères franc - maçons oubliés en Indochine, l'Harmattan, 2023
- La franc-maçonnerie en Indochine et au Vietnam, éd. code9, 2024
- Les Empreintes de la relation Franco -Vietnamienne à travers les noms des rues, nxb Đà Nẵng, 2023 (bilingue Français et Vietnamien)
- Les Empreintes du Vietnam à travers les noms des rues en France, nhà xuất bản Văn hóa thông tin (Trung tâm Văn hóa Ngôn ngữ Đông Tây), 2014 (ISBN 978-604-50-4258-8)
- Le Caodaisme et Victor Hugo[26] (ISBN 9782729523251)
- Bibliographie des ouvrages littéraires français concernant le Vietnam, đồng tác giả Hoàng Ngọc Hiến, nxb Lao động, Trung tâm Văn hóa ngôn ngữ Đông Tây, 2009
- Écriture du Vietnam (đồng tác giả và dịch ra tiếng Việt) [8]
- La Mer Orientale et la souveraineté du Vietnam, L'Harmattant, 2024 (Chủ biên và đồng tác giả)
- Poésies et récit  (2024) https://www.yonne24.com/wp-content/uploads/2024/09/residence_yonne24_Tran_Thu_Dung_vezelay2_nouvelle_officielle.pdf
- En vidéo (interview, trả lời phỏng vấn) :https://www.youtube.com/watch?v=jwvGK6nu_0U interview sur la franc-maçonnerie au Vietnam
- https://www.youtube.com/watch?v=gkuJfCfA0MU (en Vietnamien phỏng vấn đài RFI
- https://www.youtube.com/watch?v=7R9f75a5nXM

### dịch ra tiếng Anh
- Fried spring roll – a specialty of Vietnamese people[27]

## Dịch
- Badawi, tiểu thuyết của Altrad Mohed, nxb Hội nhà văn 2017, sách song ngữ